# Isla Pearson
 La isla Pearson es una isla situada en el estado australiano de Australia Meridional dentro de las islas Pearson, un grupo de islas situado en el grupo más grande conocido como Grupo Investigador a unos 63 kilómetros al suroeste, al oeste del cabo Finniss, en la costa occidental de la península de Eyre. El grupo fue descubierto y nombrado por Matthew Flinders el 13 de febrero de 1802. El grupo de islas ha disfrutado de la condición de zona protegida desde el decenio de 1960 y desde 2011 forma parte de la zona de protección de zonas silvestres del Grupo  Investigador. La isla Pearson es notable tanto por su colonia de walabís de las rocas de la Isla Pearson como por ser un destino para la investigación científica. 

## Descripción

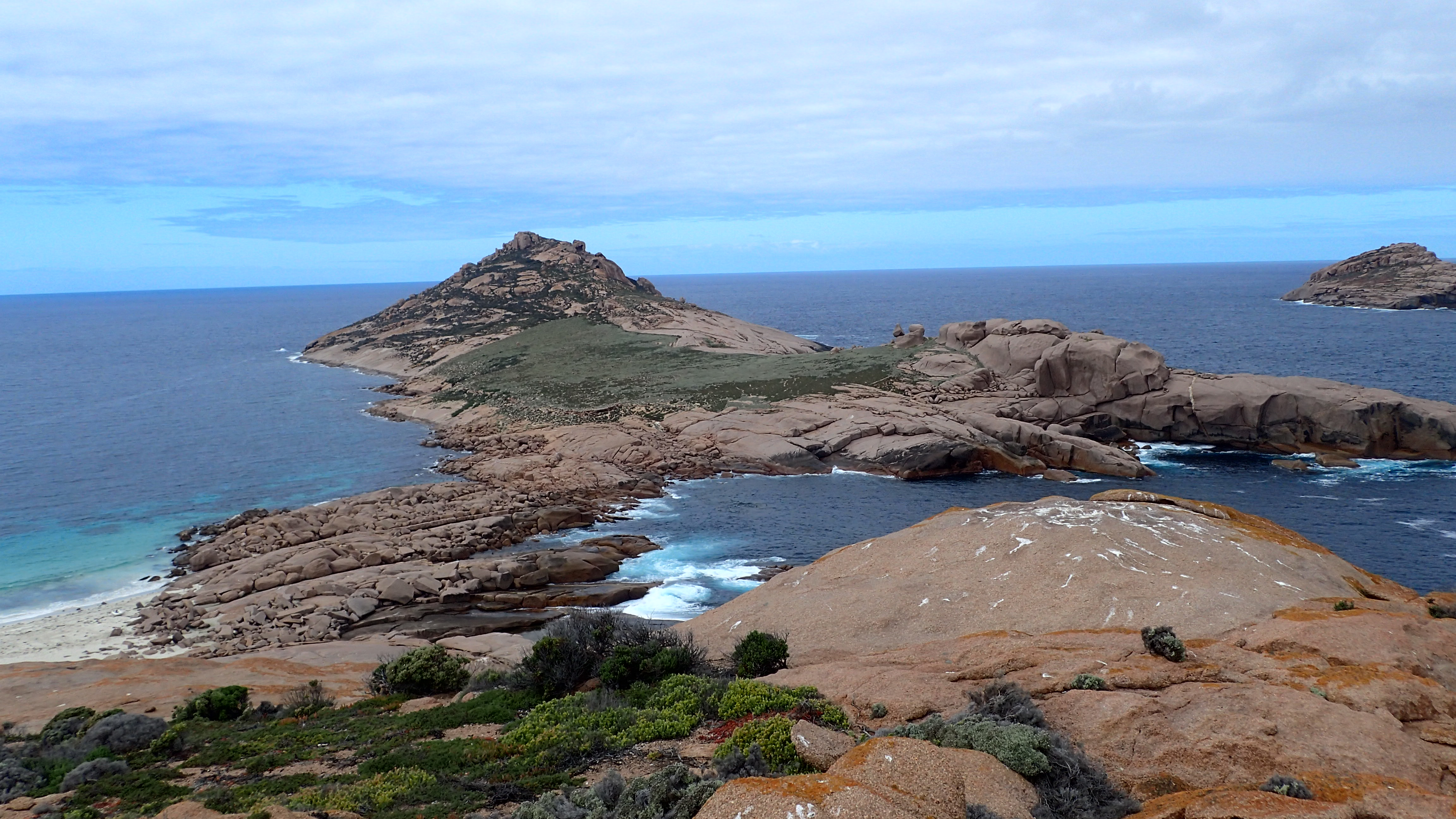
Vista del extremo sur de la isla Pearson

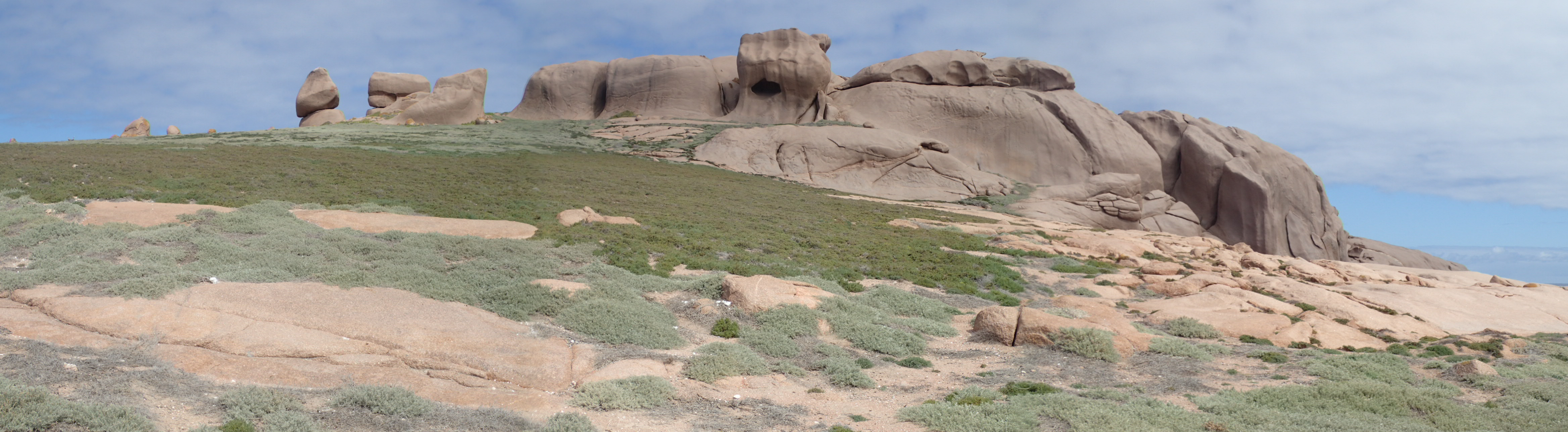
Formaciones rocosas y extremo sur de la sección sur de la Isla Pearson

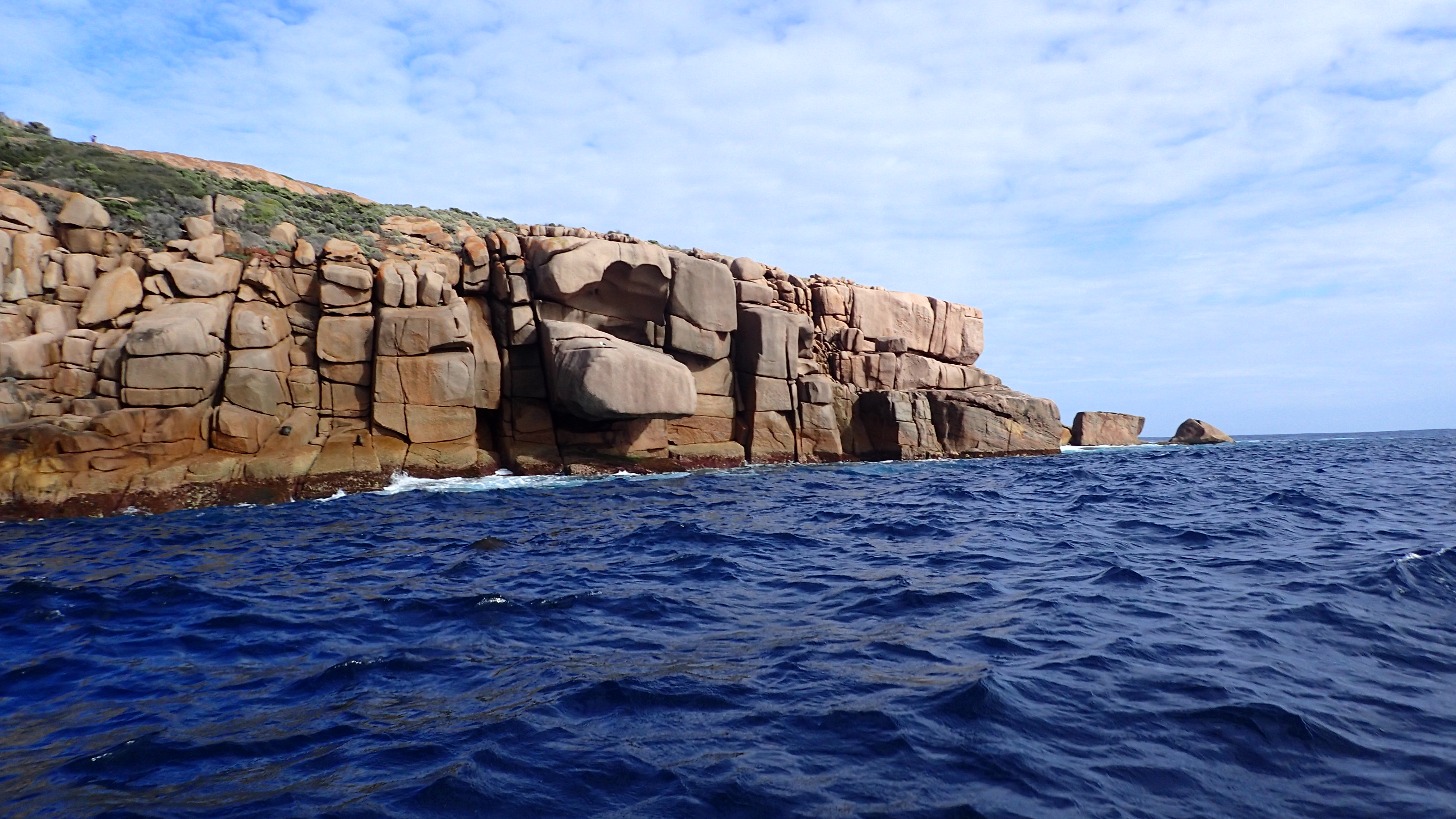
Fondeadero norte de la isla Pearson

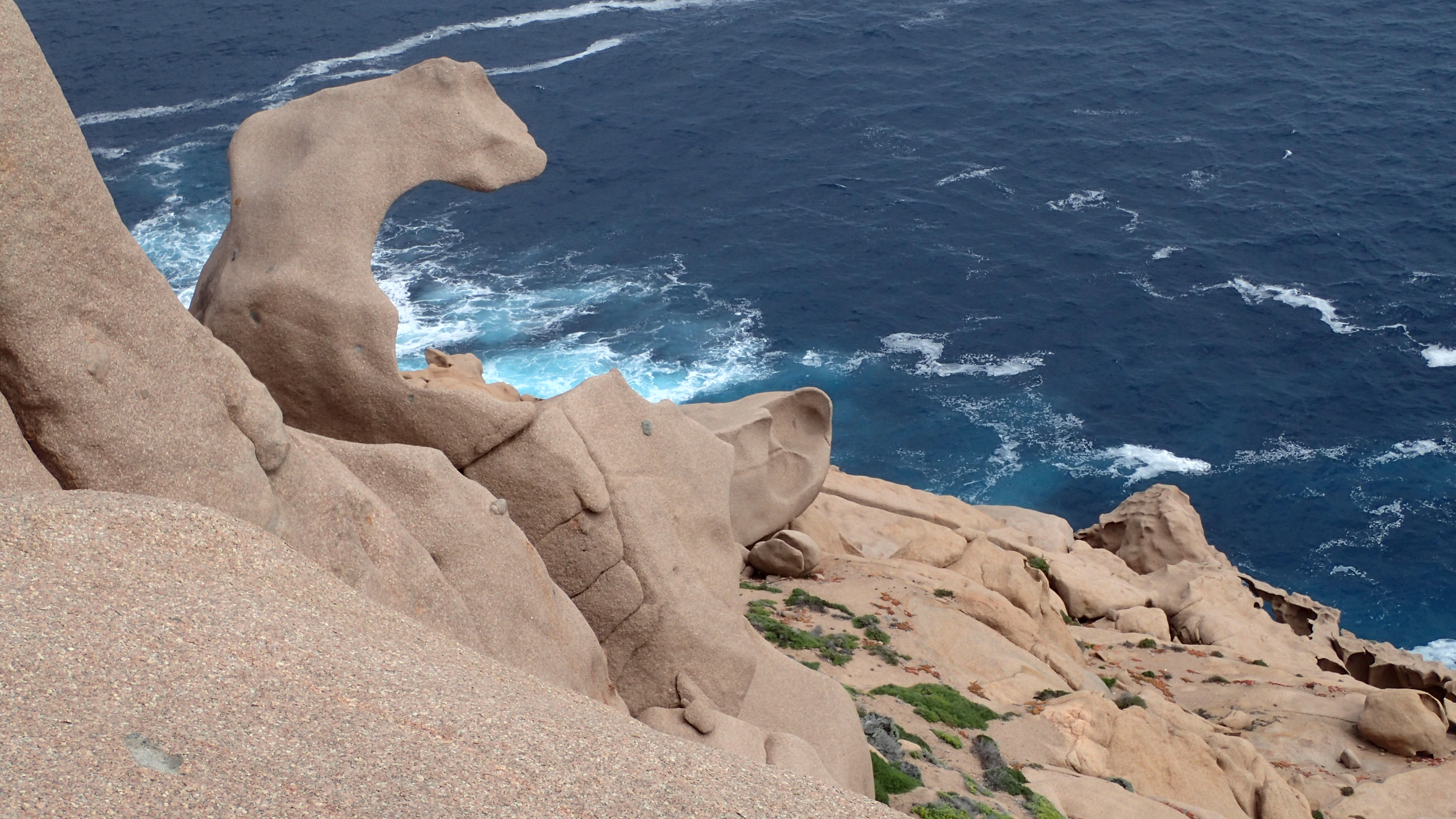
Formación rocosa "The Craw" en la sección norte de la isla Pearson

La isla Pearson está situada a unos 63 kilómetros al suroeste desde el oeste del Cabo Finniss y a unos 25 kilómetros al suroeste de la isla Flinders. Es la mayor de las cuatro islas que forman el grupo de islas conocidas como las Islasas Pearson.
Consiste en una masa de tierra con dos picos relativamente más pequeños que se elevan del mar en un arco que se extiende hacia el sudeste a través de un cordón litoral rocoso conectado a su punto más meridional. El arco encierra una bahía conocida como "Anchorage Cove" que está protegida del clima tanto del oeste como del sur y que puede utilizarse respectivamente como fondeadero y como punto de desembarque. Las tres partes de la isla se denominan informalmente en una sola fuente, respectivamente, "sección norte", "sección media" y "sección sur". Una roca sin nombre que está permanentemente seca se encuentra inmediatamente al oeste de la "sección sur" de la isla Pearson.
La isla tiene una superficie de 213 hectáreas. Su punto más alto es una característica distintiva llamada "Colina 781" con una altura de 238 metros sobre el nivel del mar y que se encuentra en el extremo suroeste de la sección norte y que recibe su nombre por su altura en la unidad de medida imperial. La "Colina 781" y otras dos colinas, la "Colina Norte" y la "Colina Este" en la "sección norte" tienen una altura superior a los 200 metros, mientras que el punto más alto del resto de la isla es la "Colina Sur" en la "sección sur", con una altura de 115 metros.
La "sección norte" tiene dos valles, uno que se abre a una bahía al norte conocida como "East Cove", mientras que el otro valle se abre a una cala sin nombre en el lado este de la isla. Cada uno está cerrado por un lado por la línea de cresta en el lado oeste de la isla que conecta "Colina Norte" y "Colina 781" y por una línea de cresta que conecta "Colina 781" con "Colina Este". Cada valle tiene un sistema de drenaje que desemboca en un arroyo que se conocen respectivamente como "North Creek" y "Main Creek".

## Flora y fauna

### Flora
En 1996, se informó de la presencia de al menos seis asociaciones de plantas en la Isla Pearson
En primer lugar, las partes de la isla que se encuentran por encima de la altura de 100 metros sobre el nivel del mar contienen un bosque de palo hierro. La densidad del bosque aumenta con la altitud, de modo que los árboles individuales alcanzan una altura de 3 metros y sostienen un sotobosque de especies como el árbol del té de las tierras secas, el salar de rubí y el helecho de roca. 
En segundo lugar, por debajo de la altitud de 100 metros, dos especies de Melaleuca, el árbol de té de las tierras secas y la corteza de papel de los pantanos, están presentes en forma de matorrales y la primera especie es la "más extendida" de las dos. 
En tercer lugar, hay un matorral de corteza de papel de pantano a lo largo del curso de agua del arroyo principal en el valle oriental, donde se dan condiciones favorables como un suelo "altamente salino" y el refugio que proporciona el valle. Las zonas de la isla cercanas a la costa tienen una cubierta de brezo. 
En cuarto lugar, donde el suelo es de origen granítico, el brezal está dominado por el arbusto de margaritas con especies subordinadas como correa común y westringia costera . 
En quinto lugar, Atriplex cinerea domina en los suelos derivados de la piedra caliza, mientras que Atriplex paludosa está presente en ambos tipos de suelo. 
En sexto lugar se encuentra en "los suelos más finos y expuestos sobre los afloramientos de granito frente al mar" un campo de hierbas con pico de karkalla y de cigüeña austral, bordeado de Disphyma.  

### Fauna

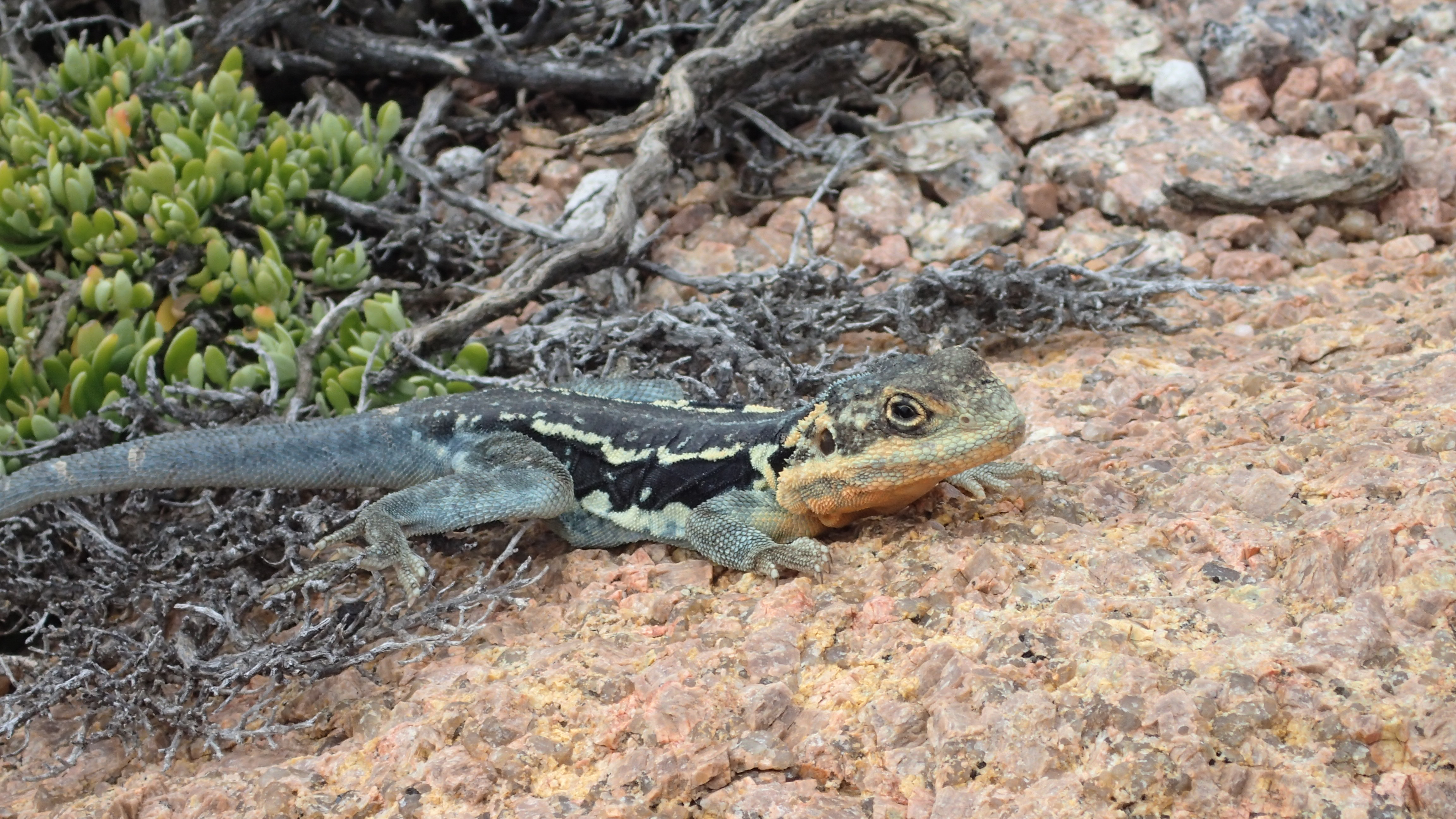
Un Dragón de la Península en la Isla Pearson

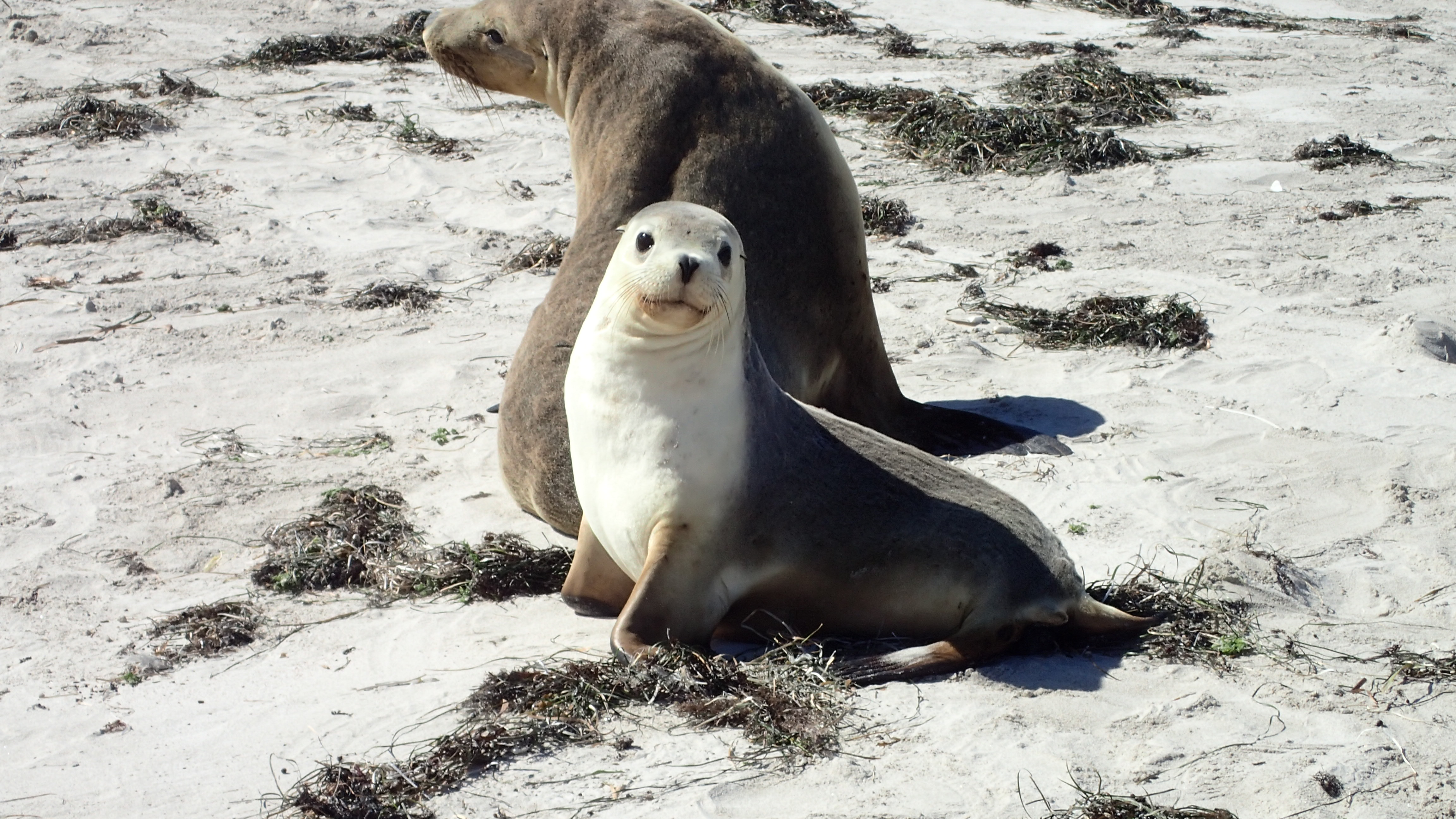
Madre y cachorro de león marino en la isla Pearson

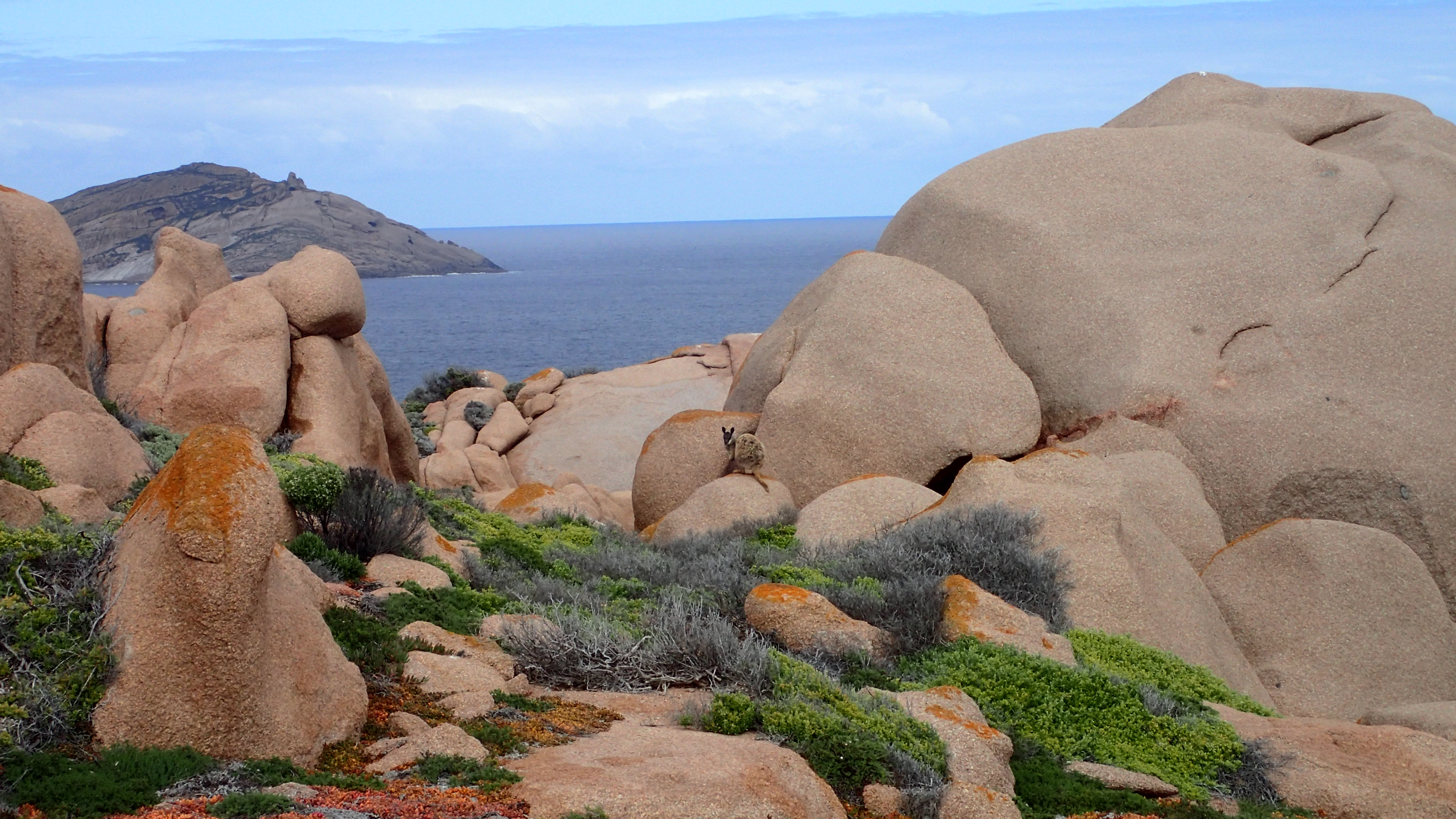
La cima de la isla Pearson y un Wallaby de las rocas de la Isla Pearson

Los animales vertebrados observados en la Isla de Person consisten en mamíferos, aves y reptiles. 
A partir de 1996, se han observado los siguientes mamíferos: wallaby de roca de la isla Pearson, rata arbustiva y una colonia reproductora de leones marinos australianos.
A partir de 2006, se han observado las siguientes aves: el bisbita de Richard, el águila de cola de cuña, la garza de cara blanca, la garceta de arrecife oriental, el vuelvepiedras común, el artamo enmascarado, el galah, el ganso de cuello rojo, los gansos de Cabo Barren, el cuervo de cola rojiza de Horsfield, el cuervo australiano, charla de frente blanca, charla carmesí, pingüino de penacho amarillo, cernícalo australiano, águila de mar de vientre blanco, golondrina australiana, gaviota plateada, gaviota del Pacífico, oso meloso, periquito, loro de roca, silbador dorado, águila pescadora, gorrión, petirrojo de capa roja, faetón colirrojo, gran cormorán, sericornis de cejas blancas , golondrina de mar con cresta, estornino común, dotterel encapuchado, lechuza, chorlito enmascarado, ojo plateado y colonias de golondrina de mar, pingüino pequeño y ostrero negro.
A partir de 1996, se han observado los siguientes reptiles: salamanquesa jaspeada, lagarto de cuatro dedos sin orejas y dragón de la península.

#### Wallaby de roca de la isla Pearson
El wallaby de roca de la isla Pearson ( Petrogale lateralis pearsoni ) es una subespecie del wallaby de roca de patas negras que quedó aislado en lo que ahora es la isla Pearson por el aumento del nivel del mar hace unos 10.500 años. Los especímenes fueron recolectados por primera vez por F Woods Jones en 1920 y descritos como una nueva especie en 1922. Posteriormente se volvió a describir como una subespecie del wallaby de roca de patas negras. Los wallabies de roca ocupaban originalmente la "sección norte" de la isla hasta 1960, cuando seis especímenes fueron liberados accidentalmente en las secciones "media" y "sur" de la isla. Para 1976, los seis especímenes se habían reproducido en una población estimada en 150 individuos en comparación con una población en la "sección norte" estimada entre 250 y 300 en 1975. En 1974 y 1975, respectivamente, grupos de wallabies de roca de la "sección norte" de la Isla Pearson fueron transferidos a la Isla Thistle y la Isla Wedge en el Golfo de Spencer, donde las poblaciones, según se informa en 2008, son respectivamente de 500 y 200 individuos.

#### Pingüino pequeño
Se mencionó la presencia de pingüinos pequeños en la Isla Pearson ya en 1914 y 1923. En   1933, J. T. Mortlock escribió que vio "una buena cantidad" de pingüinos en la Isla Pearson. En 2006, la población de la pequeña colonia de pingüinos de la isla Pearson se estimaba en 12.000 aves, lo que la convertía en la mayor colonia individual de Australia Meridional. A partir de 2011, se desconocía el estado de la colonia de la Isla Pearson. En 2013, un operador turístico con sede en la Isla del Canguro visitó la isla e informó de que los pingüinos pequeños estaban "desaparecidos". El Instituto de Investigación y Desarrollo de Australia Meridional (SARDI) tenía previsto realizar un pequeño estudio sobre los pingüinos en la Isla Pearson en 2013. En marzo de 2014, los resultados del estudio del SARDI seguían sin publicarse. 

#### Investigación científica
La isla de Pearson ha tenido interés científico desde principios del siglo XX en lo que respecta a su geología, su ecología y su flora y fauna terrestre y marina. La isla y sus acompañantes son un destino atractivo para los científicos debido a su relativa lejanía, el relativo bajo impacto humano y la ausencia de plagas introducidas.
Aunque fue avistada por primera vez en 1802 por Flinders, el grupo de islas no fue visitado por Robert Brown, el botánico que acompañaba a Flinders, y la literatura sugiere que no fue visitada por ninguno de los científicos que acompañaban a la expedición de Baudin que visitaron la isla para hacer observaciones.
La Isla Pearson fue visitada por primera vez por Edgar Waite, el entonces director del Museo del Sur de Australia en 1914, seguido por F Woods Jones, el entonces  de anatomía de la Universidad de Adelaida en 1920.
La isla fue entonces objeto de tres expediciones organizadas por la Sociedad Real de Australia Meridional (RSSA) en los años 1923, 1960 y 1969. La expedición de 1923 fue financiada por Sir George Murray, el entonces presidente del Tribunal Supremo de Australia Meridional y dirigida por F Woods Jones. La expedición de 1960 estuvo dirigida por T. D. Campbell, antropólogo y ex profesor de odontología de la Universidad de Adelaida. La expedición de 1969 fue un proyecto conjunto realizado en conjunción con el entonces Departamento de Pesca y Conservación de la Fauna y estuvo dirigida por los científicos Scoresby Shepherd e I.M. Thomas
La expedición más reciente de la que se habla en la literatura es una expedición organizada por el entonces Departamento de Medio Ambiente y Patrimonio en 2006 para visitar las islas del Grupo de Investigadores, incluida la isla de Pearson, y en la que participó personal de diversos organismos gubernamentales, entre ellos arqueólogos, botánicos, geólogos y zoólogos.

#### Ayuda a la navegación
En la sección media de la Isla Pearson se encuentra desde 1968 una ayuda a la navegación. Consiste en una torre de 2 m de altura con un grupo de luces intermitentes colocadas a una altitud de 79 m sobre el nivel del mar. El terreno en el que se encuentra la ayuda es propiedad de la Autoridad Australiana de Seguridad Marítima (AMSA), que es la agencia del gobierno australiano responsable de las ayudas a la navegación. El acceso a la isla para el mantenimiento de la ayuda a la navegación es por helicóptero

## Estado del área protegida
La isla Pearson recibió por primera vez la condición de zona protegida como parte de las islas Pearson el 27 de julio de 1916, como parte de un distrito de protección de aves declarado en virtud de la Ley de protección de aves de 1900 y la Ley de protección de animales de 1912, para proteger al ualabí de las rocas de patas negras
Las Islas Pearson fueron proclamadas posteriormente como parte de una reserva de fauna declarada en virtud de la Ley de Conservación de la Fauna de 1964, ya sea el 1º de septiembre de 1966 o el 16 de marzo de 1967. La isla y otros miembros del grupo pasaron a formar parte del Parque de Conservación del Grupo de Investigadores, proclamado en 1972 en virtud de la Ley de parques nacionales y vida silvestre de 1972 para "proteger la delicada ecología de la isla y las zonas de descanso de leones marinos australianos y lobos marinos de Nueva Zelandia". El 25 de agosto de 2011, la isla y el resto de las Islas Pearson fueron eliminadas del Grupo de Investigación de Conservación
Desde 2012, las aguas adyacentes a la Isla Pearson forman parte de una zona de santuario en el Parque Marino del Investigador.

## Citas y referencias

### Citas
1. ↑  DMH, 1985, chart 38
2. ↑   DMH, 1985, chart 38
3. ↑  RAN, 1979
4. ↑  DEH, 2006, page 5
5. ↑  RSSA, 1971, page 124
6. ↑  RSSA, 1971, page 124
7. 1 2  Robinson et al, 1996, page 31
8. ↑  Robinson et al, 1996, page 196-197
9. ↑  Robinson et al, 1996, pages 33 & 198
10. ↑  Robinson et al, 1996, page 199
11. ↑  DEH, 2006, pages 65-71
12. 1 2 3  Robinson et al, 1996, page 200
13. ↑  Robinson, 1980, page 95
14. ↑  Lennon, 2011
15. ↑  Robinson et al, 1996, page 101
16. ↑  «VISIT TO PEARSON ISLANDS». Port Lincoln Times (SA : 1927 - 1954). 7 de abril de 1933. p. 2. Consultado el 23 de mayo de 2020.
17. ↑  Wiebken, 2011, pages 11-13
18. ↑  Baker (Part 3), 2004, Page 51
19. ↑  RSSA, 1923, page 97
20. 1 2  RSSA, 1971, page 120
21. ↑  Brown, Tasman; Rogers, Ruth. Campbell, Thomas Draper (1893–1967). National Centre of Biography at the Australian National University. Consultado el 29 de mayo de 2015.
22. ↑  Chalmers, 2006, page 40
23. ↑  Robinson et al, 2008, pages 45-50
24. ↑  Robinson et al, 1996, page 129
25. ↑  Australian Lighthouses, 2015
26. ↑  DEH, 2006, page 38
27. ↑  BIA, 2005, page 220
28. ↑  WAC, 2013, page 16
29. ↑  Robinson et al, 1996, page 138
30. ↑  DEH, 2006, page 6
31. ↑  WAC, 2013, pages 16-17
32. ↑  DEWNR, 2012, page 22 of 26